# Campionato asiatico maschile under 19 di calcio 2018
Il campionato asiatico di calcio Under-19 2018 è stata la 40ª edizione del torneo organizzato dall'AFC.
Svoltosi in Indonesia dal 18 ottobre al 4 novembre 2018, si è concluso con la vittoria dell'Arabia Saudita, che ha battuto nella finale disputata al Pakansari Stadium di Cibinong la Corea del Sud per 2-1. L'Arabia Saudita si è laureata così campione d'Asia Under-19 per la terza volta.
Le semifinaliste avranno accesso al campionato mondiale di calcio Under-20 2019, in programma in Polonia.

## Città e stadi
| Giacarta          | Cibinong         | Bekasi              |
| ----------------- | ---------------- | ------------------- |
| Gelora Bung Karno | Pakansari        | Patriot Candrabhaga |
| Capacity: 77,193  | Capacity: 30,000 | Capacity: 30,000    |
|                   |                  |                     |

## Squadre qualificate
| Squadra             | Metodo di qualificazione                       | Partecipazioni | Ultima partecipazione | Miglior risultato                                                                  |
| ------------------- | ---------------------------------------------- | -------------- | --------------------- | ---------------------------------------------------------------------------------- |
| Indonesia           | Nazione ospitante                              | 17             | 2014                  | Vincitore (1961)                                                                   |
| Emirati Arabi Uniti | 1ª classificata nel Gruppo A di qualificazione | 14             | 2016                  | Vincitore (2008)                                                                   |
| Tagikistan          | 1ª classificata nel Gruppo B di qualificazione | 4              | 2016                  | Quarti di finale (2016)                                                            |
| Qatar               | 1ª classificata nel Gruppo C di qualificazione | 14             | 2016                  | Vincitore (2014)                                                                   |
| Arabia Saudita      | 1ª classificata nel Gruppo D di qualificazione | 14             | 2016                  | Vincitore (1986, 1992)                                                             |
| Giordania           | 1ª classificata nel Gruppo E di qualificazione | 7              | 2012                  | Quarto posto (2006)                                                                |
| Corea del Sud       | 1ª classificata nel Gruppo F di qualificazione | 38             | 2016                  | Vincitore (1959, 1960, 1963, 1978, 1980, 1982, 1990, 1996, 1998, 2002, 2004, 2012) |
| Cina                | 1ª classificata nel Gruppo G di qualificazione | 18             | 2016                  | Vincitore (1985)                                                                   |
| Vietnam             | 1ª classificata nel Gruppo H di qualificazione | 19             | 2016                  | Semifinale (2016)                                                                  |
| Giappone            | 1ª classificata nel Gruppo I di qualificazione | 37             | 2016                  | Vincitore (2016)                                                                   |
| Australia           | 1ª classificata nel Gruppo J di qualificazione | 7              | 2016                  | Secondo posto (2010)                                                               |
| Iraq                | 2ª classificata nel Gruppo C di qualificazione | 17             | 2016                  | Vincitore (1975, 1977, 1978, 1988, 2000)                                           |
| Thailandia          | 2ª classificata nel Gruppo I di qualificazione | 33             | 2016                  | Vincitore (1962, 1969)                                                             |
| Corea del Nord      | 2ª classificata nel Gruppo J di qualificazione | 13             | 2016                  | Vincitore (1976, 2006, 2010)                                                       |
| Taipei cinese       | 2ª classificata nel Gruppo H di qualificazione | 10             | 1974                  | Terzo posto (1966)                                                                 |
| Malaysia            | 2ª classificata nel Gruppo F di qualificazione | 23             | 2006                  | Secondo posto (1959, 1960, 1968)                                                   |

## Fase a gironi
Nella fase a gironi i primi due classificati avanzano alla fase ad eliminazione diretta

### Girone A

#### Classifica
| Pos. | Squadra             | Pt | G | V | N | P | GF | GS | DR  |
| ---- | ------------------- | -- | - | - | - | - | -- | -- | --- |
| 1.   | Qatar               | 6  | 3 | 2 | 0 | 1 | 11 | 7  | +4  |
| 2.   | Indonesia           | 6  | 3 | 2 | 0 | 1 | 9  | 7  | +2  |
| 3.   | Emirati Arabi Uniti | 6  | 3 | 2 | 0 | 1 | 10 | 3  | +7  |
| 4.   | Taipei cinese       | 0  | 3 | 0 | 0 | 3 | 2  | 15 | -13 |

#### Risultati
| Arbitro: | Ahmed Al-Ali |

|                         |           |           |
| Fawzi 16’ Ali Saleh 41’ | Marcatori | 36’ Umaru |

| Arbitro: | Mooud Bonyadifard |

|                        |           |                   |
| Egy 50’ Witan 70’, 89’ | Marcatori | 53’ Wang Chung-yu |

| Arbitro: | Sherzod Kasimov |

|                       |           |                                                                            |
| Wu Yen-shu 74’ (rig.) | Marcatori | 10’ Fawzi 20’, 67’ Ali Saleh 35’, 75’ Rashed 51’, 59’ Mubarak 70’ Al-Naqbi |

| Arbitro: | Sivakorn Pu-udom |

|                                           |           |                                             |
| Ali 11’, 51’ Umaru 14’, 41’, 56’ Waad 24’ | Marcatori | 28’ Luthfi 65’, 73’, 81’ Rivaldo 69’ Saddil |

| Arbitro: | Kim Hee-gon |

|           |           |  |
| Witan 23’ | Marcatori |  |

| Arbitro: | Arumughan Rowan |

|                                           |           |  |
| Mansour 57’ Ali 61’, 77’ Umaru 86’ (rig.) | Marcatori |  |

### Girone B

#### Classifica
| Pos. | Squadra        | Pt | G | V | N | P | GF | GS | DR  |
| ---- | -------------- | -- | - | - | - | - | -- | -- | --- |
| 1.   | Giappone       | 9  | 3 | 3 | 0 | 0 | 13 | 3  | +10 |
| 2.   | Thailandia     | 4  | 3 | 1 | 1 | 1 | 6  | 7  | -1  |
| 3.   | Corea del Nord | 3  | 3 | 1 | 0 | 2 | 4  | 7  | -3  |
| 4.   | Iraq           | 1  | 3 | 0 | 1 | 2 | 3  | 9  | -6  |

#### Risultati
| Arbitro: | Arumughan Rowan |

|                                             |           |                                             |
| Abdulridha 37’ Ramadhan 42’ Abdulkareem 66’ | Marcatori | 26’ K. Kritsada 87’ Korrawit 90+4’ Suphanat |

| Arbitro: | Khamis Al-Kuwari |

|                                                      |           |                                      |
| K. Saito 8’ Ito 19’ Kubo 65’ Miyashiro 89’ Abe 90+3’ | Marcatori | 36’ Kye Tam 41’ (rig.) Kang Kuk-chol |

| Arbitro: | Hussein Abo Yehia |

|                    |           |  |
| Pak Kwang-chon 55’ | Marcatori |  |

| Arbitro: | Mohammed Al-Hoish |

|              |           |                                 |
| Suphanat 54’ | Marcatori | 27’, 44’ Miyashiro 42’ K. Saito |

| Arbitro: | Sherzod Kasimov |

|                                                |           |  |
| Taki 10’ Tagawa 27’ Hara 34’, 77’ K. Saito 85’ | Marcatori |  |

| Arbitro: | Hanna Hattab |

|                         |           |                   |
| Sampan 38’ Korrawit 78’ | Marcatori | 45’ Kang Kuk-chol |

### Girone C

#### Classifica
| Pos. | Squadra       | Pt | G | V | N | P | GF | GS | DR |
| ---- | ------------- | -- | - | - | - | - | -- | -- | -- |
| 1.   | Corea del Sud | 7  | 3 | 2 | 1 | 0 | 7  | 3  | +4 |
| 2.   | Australia     | 5  | 3 | 1 | 2 | 0 | 3  | 3  | 0  |
| 3.   | Giordania     | 4  | 3 | 1 | 1 | 1 | 4  | 5  | -1 |
| 4.   | Vietnam       | 0  | 3 | 0 | 0 | 3 | 3  | 7  | -4 |

#### Risultati
| Arbitro: | Yudai Yamamoto |

|          |           |                        |
| Dũng 21’ | Marcatori | 29’ Atieh 89’ Al-Zu'bi |

| Arbitro: | Mohammed Al-Hoish |

|                 |           |               |
| Jeon Se-jin 52’ | Marcatori | 36’ Najjarine |

| Arbitro: | Omar Al-Yaqoubi |

|                         |           |         |
| Thurgate 37’ Folami 76’ | Marcatori | 85’ Nam |

| Arbitro: | Mooud Bonyadifard |

|                |           |                                                  |
| Al-Zebdieh 77’ | Marcatori | 3’ Cho Young-wook 79’ Jeon Se-jin 90+2’ Choi Jun |

| Arbitro: | Hussein Abo Yehia |

|        |           |                                                          |
| Tú 13’ | Marcatori | 45’ (rig.), 90+4’ (rig.) Cho Young-wook 77’ Kim Hyun-woo |

| Arbitro: | Sivakorn Pu-udom |

|             |           |                |
| Puflett 10’ | Marcatori | 76’ Al-Zebdieh |

### Girone D

#### Classifica
| Pos. | Squadra        | Pt | G | V | N | P | GF | GS | DR |
| ---- | -------------- | -- | - | - | - | - | -- | -- | -- |
| 1.   | Arabia Saudita | 9  | 3 | 3 | 0 | 0 | 6  | 2  | +4 |
| 2.   | Tagikistan     | 4  | 3 | 1 | 1 | 1 | 4  | 5  | -1 |
| 3.   | Cina           | 3  | 3 | 1 | 0 | 2 | 2  | 2  | 0  |
| 4.   | Malaysia       | 1  | 3 | 0 | 1 | 2 | 3  | 6  | -3 |

#### Risultati
| Arbitro: | Kim Hee-gon |

|                            |           |          |
| Al-Ammar 24’ Al-Saleem 78’ | Marcatori | 88’ Hadi |

| Arbitro: | Hanna Hattab |

|             |           |  |
| Solehov 77’ | Marcatori |  |

| Arbitro: | Yudai Yamamoto |

|  |           |                |
|  | Marcatori | 81’ Al-Qahtani |

| Arbitro: | Ahmed Al-Ali |

|                             |           |                                      |
| Hadi 11’ Hanonov 55’ (aut.) | Marcatori | 34’ (rig.) Panjshanbe 45+1’ Yodgorov |

| Arbitro: | Omar Al-Yaqoubi |

|                                      |           |            |
| Al-Zaqrati 65’, 70’ Al-Ghashayan 73’ | Marcatori | 29’ Boboev |

| Arbitro: | Khamis Al-Kuwari |

|                              |           |  |
| Tao Qianglong 44’ Xu Yue 58’ | Marcatori |  |

## Fase ad eliminazione diretta

### Tabellone
|  | Quarti di finale | Quarti di finale | Quarti di finale |                |               | Semifinali    | Semifinali | Semifinali |  |  | Finale | Finale | Finale |  |
|  |                  |                  |                  |                |               |               |            |            |  |  |        |        |        |  |
|  | Qatar (dts)      | Qatar (dts)      | 7                |                |               |               |            |            |  |  |        |        |        |  |
|  | Qatar (dts)      | Qatar (dts)      | 7                |                |               |               |            |            |  |  |        |        |        |  |
|  | Thailandia       | Thailandia       | 3                |                |               |               |            |            |  |  |        |        |        |  |
|  | Thailandia       | Thailandia       | 3                |                | Qatar         | Qatar         | 1          |            |  |  |        |        |        |  |
|  |                  |                  |                  |                | Qatar         | Qatar         | 1          |            |  |  |        |        |        |  |
|  |                  |                  | Corea del Sud    | Corea del Sud  | 3             |               |            |            |  |  |        |        |        |  |
|  | Corea del Sud    | Corea del Sud    | Corea del Sud    | Corea del Sud  | 3             | 1             |            |            |  |  |        |        |        |  |
|  | Corea del Sud    | Corea del Sud    |                  |                |               |               |            |            |  |  |        |        |        |  |
|  | Tagikistan       | Tagikistan       | 0                |                |               |               |            |            |  |  |        |        |        |  |
|  | Tagikistan       | Tagikistan       | 0                |                | Corea del Sud | Corea del Sud | 1          |            |  |  |        |        |        |  |
|  |                  |                  |                  |                |               |               |            |            |  |  |        |        |        |  |
|  |                  |                  | Arabia Saudita   | Arabia Saudita | 2             |               |            |            |  |  |        |        |        |  |
|  | Giappone         | Giappone         | Arabia Saudita   | Arabia Saudita | 2             | 2             |            |            |  |  |        |        |        |  |
|  | Giappone         | Giappone         |                  |                |               |               |            |            |  |  |        |        |        |  |
|  | Indonesia        | Indonesia        | 0                |                |               |               |            |            |  |  |        |        |        |  |
|  | Indonesia        | Indonesia        | 0                |                | Giappone      | Giappone      | 1          |            |  |  |        |        |        |  |
|  |                  |                  |                  |                | Giappone      | Giappone      | 1          |            |  |  |        |        |        |  |
|  |                  |                  | Arabia Saudita   | Arabia Saudita | 2             |               |            |            |  |  |        |        |        |  |
|  | Arabia Saudita   | Arabia Saudita   | Arabia Saudita   | Arabia Saudita | 2             | 3             |            |            |  |  |        |        |        |  |
|  | Arabia Saudita   | Arabia Saudita   |                  |                |               |               |            |            |  |  |        |        |        |  |
|  | Australia        | Australia        | 1                |                |               |               |            |            |  |  |        |        |        |  |

### Quarti di finale
| Arbitro: | Omar Al-Yaqoubi |

|                                                                          |           |                                         |
| Ali 13’ Al Yazidi 21’ Suhail 87’ Umaru 99’, 117’ Mansour 106’ Aymen 120’ | Marcatori | 48’ Korrawit 61’ Sakunchai 80’ Thirapak |

| Arbitro: | Mooud Bonyadifard |

|                           |           |  |
| Higashi 40’ Miyashiro 70’ | Marcatori |  |

| Arbitro: | Ahmed Al-Ali |

|                 |           |  |
| Jeon Se-jin 44’ | Marcatori |  |

| Arbitro: | Sherzod Kasimov |

|                                            |           |              |
| Al-Ammar 7’ Al-Buraikan 50’ Abdulhamid 82’ | Marcatori | 42’ Atkinson |

### Semifinali
| Arbitro: | Mooud Bonyadifard |

|                       |           |                                        |
| Lee Jae-ik 52’ (aut.) | Marcatori | 23’, 33’ Jeon Se-jin 45+2’ Um Won-sang |

| Arbitro: | Ahmed Al-Ali |

|  |           |                               |
|  | Marcatori | 29’ Al-Ammar 45+1’ Al-Ghannam |

### Finale
| Arbitro: | Sivakorn Pu-udom |

|                           |           |                            |
| Cho Young-wook 64’ (rig.) | Marcatori | 2’ Al-Ammar 22’ Al-Ghannam |

## Qualificate al mondiale Under-20 2019
Le finaliste e le semifinaliste si qualificano di diritto per il Campionato mondiale di calcio Under-20 2019.
- Arabia Saudita
- Corea del Sud
- Giappone
- Qatar